# (4790) Petrpravec
(4790) Petrpravec (1988 PP) – planetoida z pasa głównego asteroid okrążająca Słońce w ciągu 4 lat i 95 dni w średniej odległości 2,63 j.a. Została odkryta 9 sierpnia 1988 roku w Palomar Observatory przez Eleanor Helin. Nazwa planetoidy pochodzi od Petra Pravca, czeskiego astronoma odkrywcy wielu asteroid.